# Laguna del Laja nationalpark
Laguna del Laja nationalpark är en nationalpark i Chile.   Den ligger i provinsen Provincia de Biobío och regionen Región del Biobío, i den södra delen av landet, 400 km söder om huvudstaden Santiago de Chile. Arean är 119 kvadratkilometer.
Runt Laguna del Laja nationalpark är det mycket glesbefolkat, med 2 invånare per kvadratkilometer.